# Alchemilla breviloba
Alchemilla breviloba é uma espécie de rosácea do gênero Alchemilla, pertencente à família Rosaceae.